# Rjúhó
Rjúhó (japonsky: 龍鳳 ~ „drak fénix“) byla jedinou letadlovou lodí japonského císařského námořnictva třídy Rjúhó. Vznikla přestavbou zásobovací lodě ponorek Taigei (大鯨 ~ „velká velryba“), která před přestavbou na letadlovou loď působila i u čínských břehů v rámci druhé čínsko-japonské války. Kariéra Rjúhó spočívala hlavně v transportování letadel, krytí konvojů a výcviku posádek palubních letounů. Zúčastnila se bitvy ve Filipínském moři.
Od prosince 1941 až do listopadu 1942 byla Taigei v Jokosuce přestavována na lehkou letadlovou loď. Během přestavby byla 18. dubna 1942 poškozena při Doolittlově náletu. Již na své první plavbě na Truk po přestavbě v prosinci 1942 byla torpédována ponorkou USS Drum a musela se vrátit do Jokosuky. Po opravách podnikla v dubnu a květnu 1943 plavbu do jihozápadního Pacifiku a v červnu přeplula z Japonska na Truk a v červenci se vrátila zpět. Na podzim 1943 podnikla dvě cesty z Japonska do Singapuru.
V červnu 1944 se zúčastnila bitvy ve Filipínském moři, ve které byla 20. června odpoledne lehce poškozena blízkými dopady pum amerických bombardérů. Po této své jediné bitvě se nadále věnovala transportním povinnostem. Dne 9. ledna 1945 se u Formosy utkala s dvanácti TBF Avenger a když se 18. ledna 1945 vrátila do Kure, byla poslední letadlovou lodí císařského námořnictva, která se plavila mimo domácí vody Japonských ostrovů. Ráno 19. března byla poškozena při náletu letounů TF 38 na Kure. Další útok přišel 31. března a následně byla její oprava shledána nerentabilní. Ve dnech 24. a 28. července byla opět napadena americkými letouny. V Kure jí také zastihla kapitulace Japonska.

## Popis a přestavba

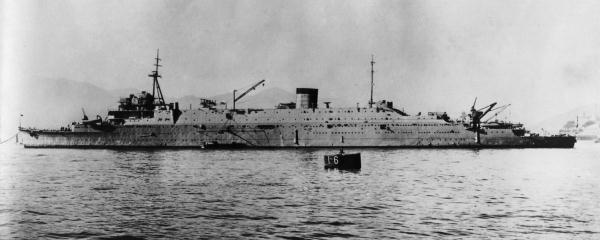
Taigei v roce 1935

Taigei byla zásobovací loď ponorek postavená podle projektu J-7 na základě „doplňovacího programu pomocných plavidel z roku 1931“ a financovaná z financí rozpočtového roku 1933.
S vypuknutím války v Pacifiku se císařské námořnictvo rozhodlo přestavět Taigei – obdobně jako ponorkové tendry Curugisaki a Takasaki – na letadlové lodě. Taigei byla větší než oba zbývající tendry a i výsledná letadlová loď měla větší rozměry a výtlak. Proto například Tully hovoří o samostatné třídě Rjúhó.
Během přestavby v Jokosuce na hladkopalubovou letadlovou loď byly původní dieselmotory vyměněny za dvě sestavy parních turbín Kanpon (stejné, jako používala třída Kageró) a čtyři parní kotle. I přes výkonnější pohonné ústrojí dosahovala Rjúhó maximální rychlosti pouze 26,5 uzlů (49,08 km/h).

## Označování letounů palubní skupinyRjúhó
Letouny palubní skupiny Rjúhó (龍鳳飛行機隊 Rjúhó hikókitai) byly v průběhu služby letadlové lodě označovány na kýlovce kódem, dle následujícího schématu: [kód Rjúhó]-[taktické číslo]. Identifikační kód Rjúhó se v průběhu služby měnil. Od dubna 1943 do počátku roku 1944 byl identifikační kód A2-3. Od počátku roku 1944, když na lodi působila část kókútai 652 (航空隊 ~ letecký pluk/skupina), nesly letouny Rjúhó identifikační kód 323 (3 – palubní letoun, 2 – 2. kókú sentai [航空戦隊 ~ divize letadlových lodí], 3 – pořadí Rjúhó ve 2. kókú sentai). Později byl kód zkrácen na 23.

## SlužbaTaigei
Rok po uvedení do služby se Taigei zúčastnila námořního cvičení, které se konalo od července do září 1935. Taigei byla během tohoto cvičení přidělena ke 4. kantai (艦隊 ~ loďstvo), která spadala do loďstva „rudých“. Dne 26. září se tak stala jedním z aktérů incidentu 4. kantai, když byla tato kantai zasažena tajfunem východně od severního Honšú. Během tajfunu dosahovaly boční výkyvy Taigei až 50 stupňů a do lodi pronikla voda. Taigei se stala na chvíli neovladatelnou, což bylo podle Kobajašiho zapříčiněno vyřazením „jednoho z elektromotorů“ – to by ukazovalo na vyřazení elektromotoru ovládajícího mechanismus kormidla. Vlivem namáhání ve vlnách byl rovněž poškozen trup Taigei a na přední palubě před můstkem se objevily deformace.
Dne 19. srpna 1937 se na Taigei nalodila 23. námořní průzkumná jednotka spolu s několika průzkumnými hydroplány E8N2. Dne 15. září dorazila Taigei k jihočínským břehům a podílela se na vybudování základny „Niujianshan“. Poté předala polovinu přepravovaných E8N2 na nosič hydroplánů Kagu Maru a 2. října předala zbývající polovinu hydroplánů na nosič Notoro.

## Poškození Doolittlovým náletem během přestavby
Během přestavby na letadlovou loď byla dopoledne 18. dubna 1942 Taigei zasažena jednou ze tří 500librových (226,8 kg) pum bombardéru B-25B Mitchell s/n 40-2247 1st Lt. (~ nadporučík) Edgara E. McElroye ze skupiny šestnácti bombardérů, které toho dne odstartovaly z letadlové lodě USS Hornet k prvnímu náletu na Japonsko. Puma svržená z 1300 stop (396,24 m) zasáhla příď a podle Tullyho loď zasáhlo ještě 30 zápalných pumiček, z nichž osm selhalo a neinicializovalo se. Ačkoliv škody na Taigei nebyly vážné, vyžádaly si pumy sedm mrtvých nebo zraněných.

## Služba Rjúhó

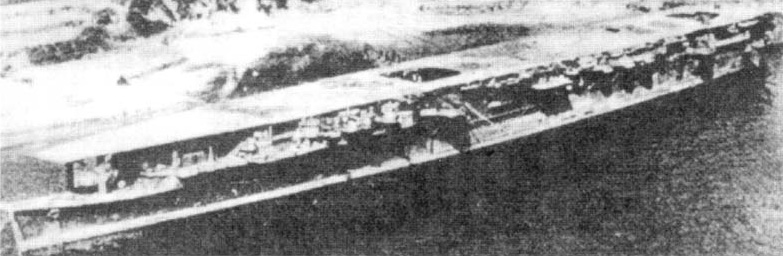
Poškozená Rjúhó v Kure v roce 1945

Dne 30. listopadu 1945 byla vyškrtnuta ze seznamu lodí japonského císařského námořnictva a následně sešrotována v roce 1946.